# 2116 Мцхета
2116 Мцхета (2116 Mtskheta) — астероїд головного поясу, відкритий 24 жовтня 1976 року.
Тіссеранів параметр щодо Юпітера — 3,401.